# Raphionacme flanaganii
Raphionacme flanaganii är en oleanderväxtart som beskrevs av Rudolf Schlechter. Raphionacme flanaganii ingår i släktet Raphionacme och familjen oleanderväxter. Inga underarter finns listade i Catalogue of Life.